# グーリ・アミール廟
グーリ・アミール廟 (グーリ・アミールびょう、ラテン文字:Gūr-e Amīr, Guri Amir、キリル文字:Гўри Амир, ペルシア語: گورِ امیر) は、ウズベキスタンのサマルカンドにある、ティムール朝建国者のティムールおよびその家族の霊廟である。グリアミール廟とも表記する。グーリ・アミール廟は、後代に建設されたデリーのフマーユーン廟やアーグラのタージ・マハルのような素晴らしいムガル建築の礎を築くこととなった、テュルク・ペルシア建築史上の重要な建築物である。グーリ・アミールはこれまでに大規模な修復が行われている。

## 建設

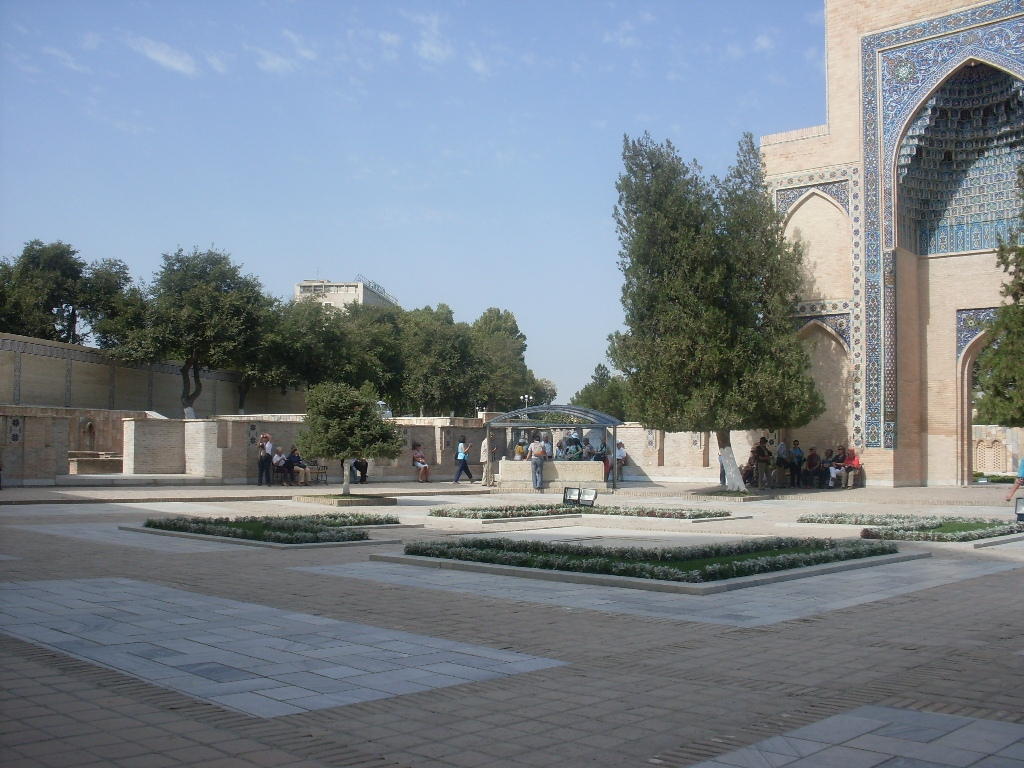
イーワーンとドーム状の建築物からなる墓の周りにある幾何学模様の中庭

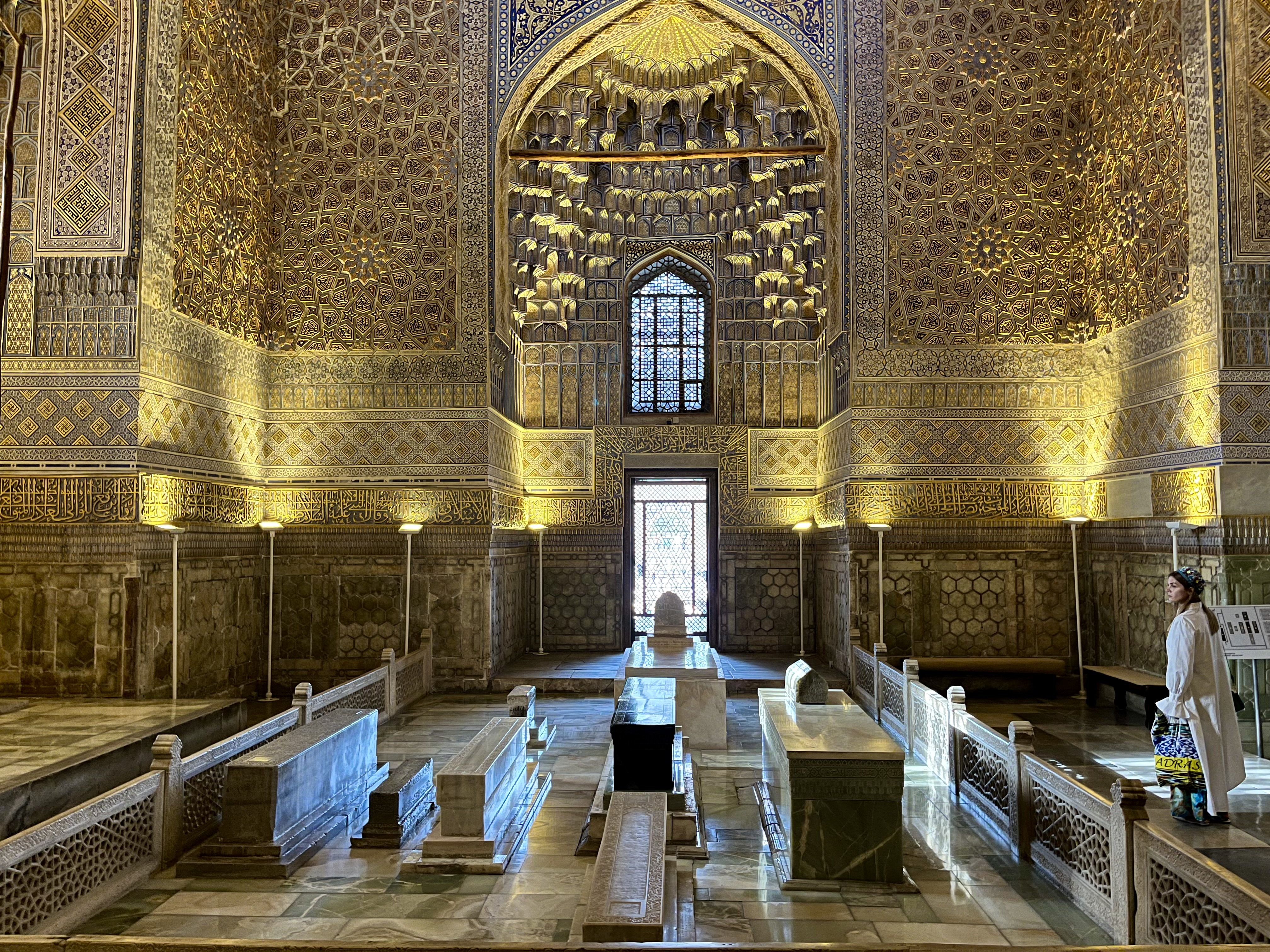
イーワーンとドーム状の建築物からなる墓の周りにある幾何学模様の中庭

グーリ・アミールとはペルシア語で「王の墓」を意味する。青いドーム状のこの建築物の中にはティムールと彼の息子であるシャー・ルフやミーラーン・シャー、孫のウルグ・ベクとムハンマド・スルターンの墓がある。グーリ・アミール廟にはティムールの師であったサイイド・バラカも眠っている。
グーリ・アミール廟において最初に建設された部分は14世紀末にムハンマド・スルタンの命により建設された。現在ではマドラサとハーンカー （修道場に相当）、入口部分と建物の周囲にあるミナレットのみが現存している。
グーリ・アミール廟の建築自体は1403年にティムール最愛の孫であり、王位継承者であったムハンマド・スルターンが突然の死を迎えた後に始まった。ティムールはシャフリサブスにあったアクサライ宮殿の付近に自身の小さな墓の建設を開始した。しかし、ティムールは1405年の中国への軍事遠征の途上で死亡した。シャフリサブスへの道は雪で閉ざされていたため、代わりに現在グーリ・アミール廟のある位置に埋葬された。ティムールのもう一人の孫であったウルグ・ベクはこの仕事を完遂した。ウルグ・ベクの治世において、グーリ・アミール廟はティムール朝の家族の玄室となった。

## 建築

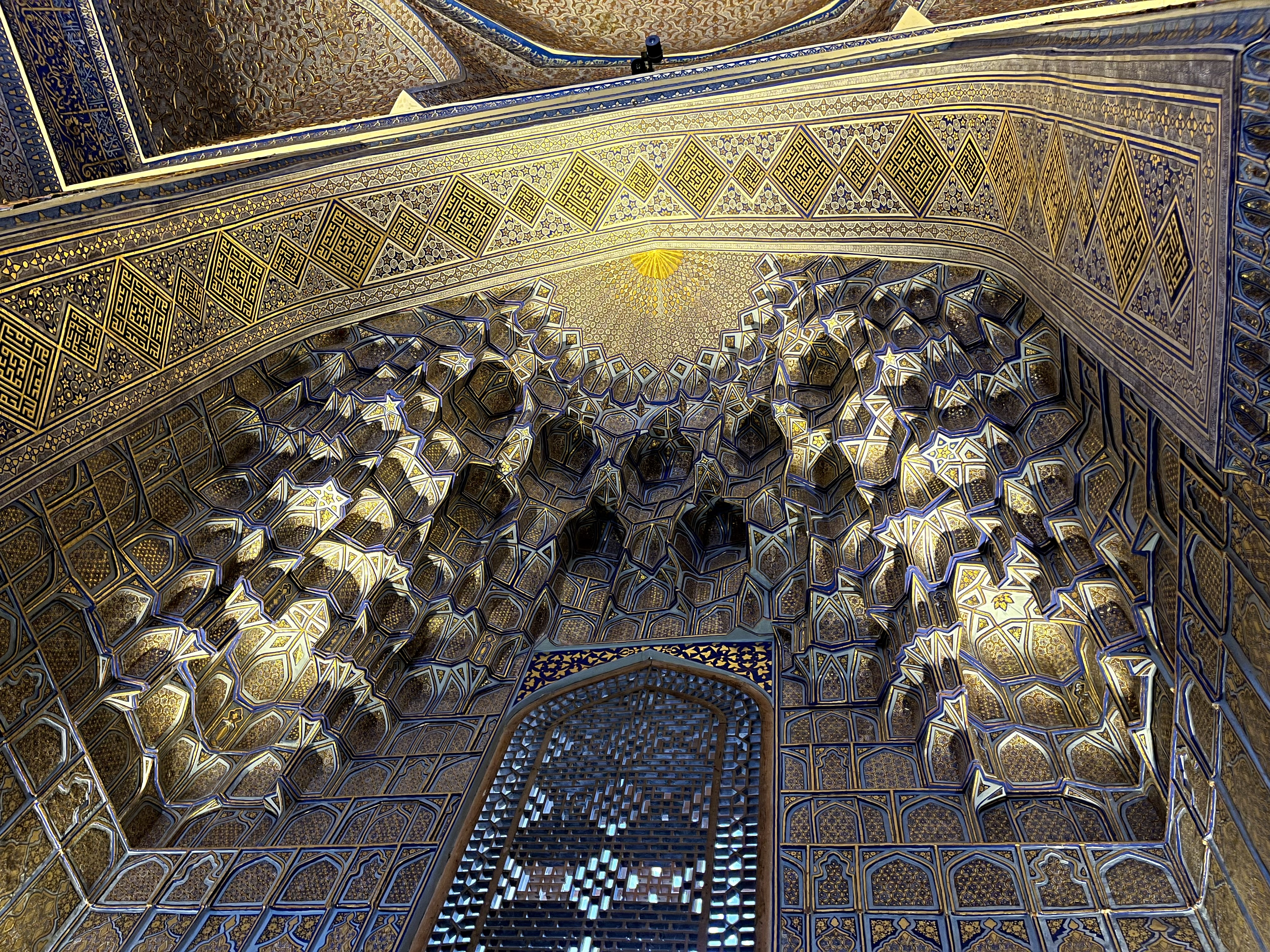
グーリ・アミール廟の内部、ムカルナス式の装飾がなされている。

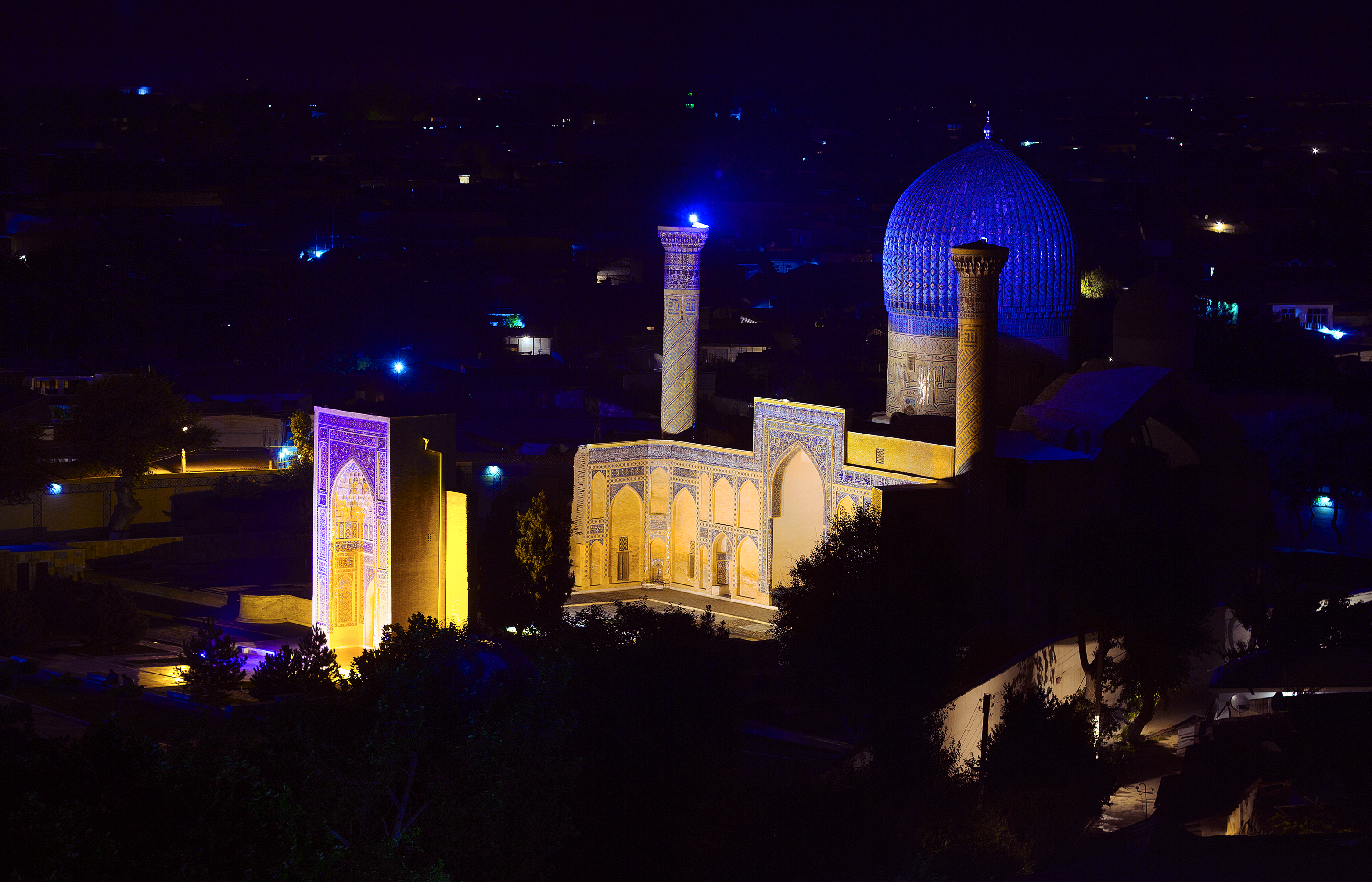
ライトアップされたグーリ・アミール廟

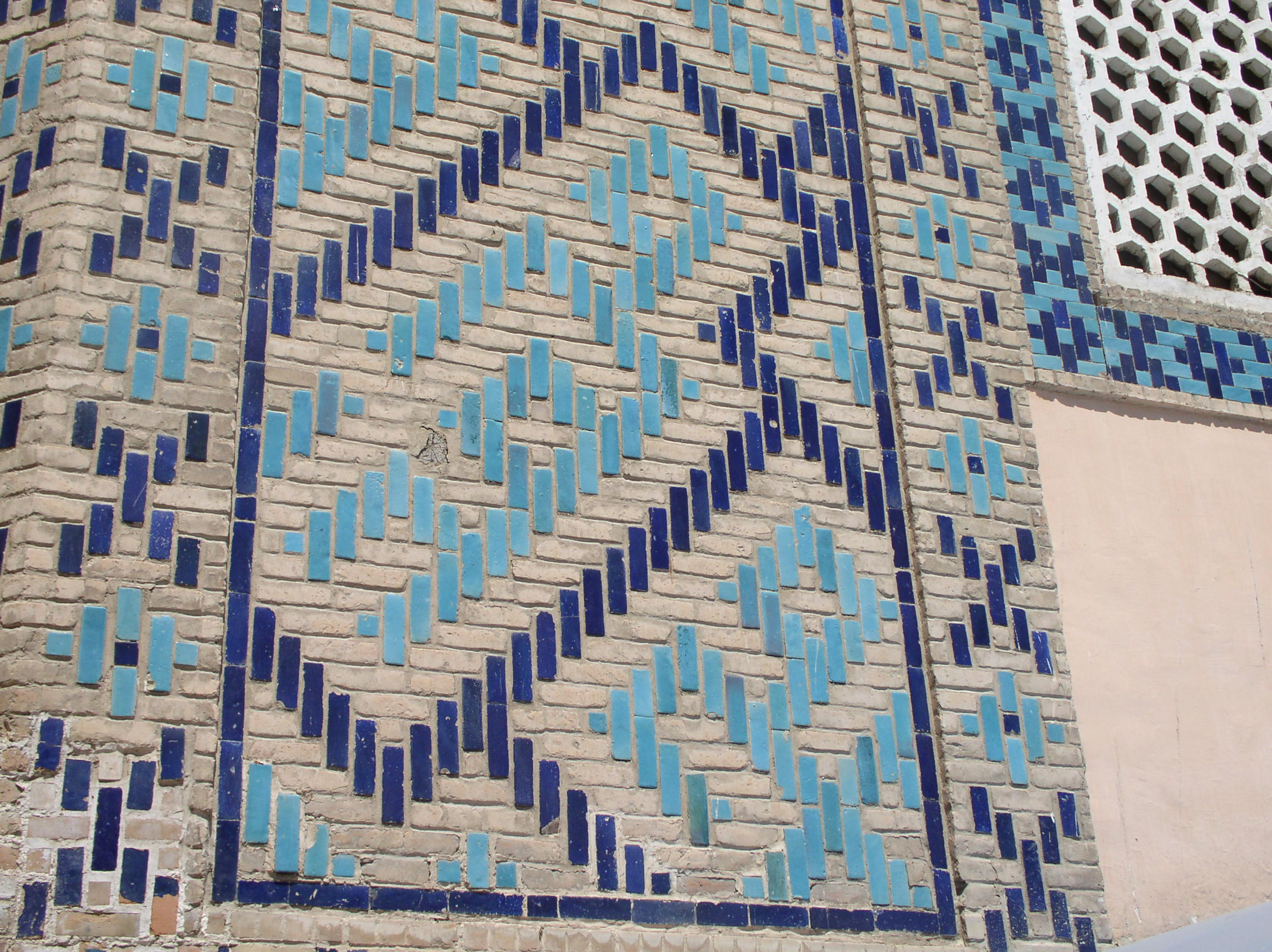
鮮やかな青を使用したレンガの装飾

ムハンマド・スルターンの墓へと続くイーワーン（入口）には彫刻が施されたレンガや様々なモザイク模様で豊かな装飾がなされている。イーワーンの装飾は熟練された職人 (ustad) のムハンマド・ビン・マフムード・エスファハーニー (Muhammad bin Mahmud Isfahani)により作成された。廟正面のイーワーン外側の壁が小さく設計されているため、ドームの高さが強調されている。17世紀には西側に新たなイーワーンの建設が計画されたが、未完に終わった。
グーリ・アミール廟は外部から見ると1つのドーム状の建築物に見える。グーリ・アミール廟はその構造の単純明快さと外観の荘厳さで有名な建物である。建物は青色のドームが建物の上部に付属したような構造となっている。壁の外装は青、淡青と碑文を記した幾何学模様の白のテラコッタ製のタイルからできている。八角形の母屋の上に、高さ約37mの椎の実型の二重ドームが建つ。ドーム部分に深い溝で凹凸を付けることにより、見事な表現を実現している。
ドーム北側の方形の中庭の東西には、マドラサとハーンカーが向かい合う形で建っている。ウルグ・ベクの治世には、霊廟と中庭を繋ぐ東側の通路が作られた。
グーリ・アミール廟の内部には壁に多様な装飾が施された大広間がある。壁の地上に近い部分には切りだされた一枚岩のメノウが使用されている。各々のメノウも塗装で鮮やかに装飾されている。これらの一枚岩の上には大理石によるムカルナスの装飾がある。壁の大部分は塗装された石膏で装飾されている。アーチ型の部分とドーム内部はカルトゥーシュのような形式で深く文字が刻まれ、周りに装飾がなされている。
廟内部の部屋にある凝った装飾の行われた墓石は地下室にある墓の位置を示しているのみで、実際の墓ではない。ウルグ・ベク統治下に、黒緑色のネフライトがティムールの墓石として安置された。ティムールの墓石は、ウルグ・ベクが1425年に実施したモグーリスタン遠征の帰途で持ち帰ったものだと伝えられている。13世紀末のチャガタイ・ハン国の君主ドゥアが石をカルシの宮殿に運び、モグーリスタン遠征の途上でカルシに立ち寄ったティムールが石を気に入ったがサマルカンドに持ち帰ることはできなかったという伝承が残る。ティムールの墓の周囲には彼の息子であるミーラーン・シャーとシャー・ルフ、彼の孫であるムハンマド・スルターンとウルグ・ベクの大理石の墓が置かれている。グーリ・アミール廟内にはティムール朝の王族だけでなく、ティムールの精神面の師であったミール・サイード・バラカと他のサイードたちもまた眠っている。

## 盗掘

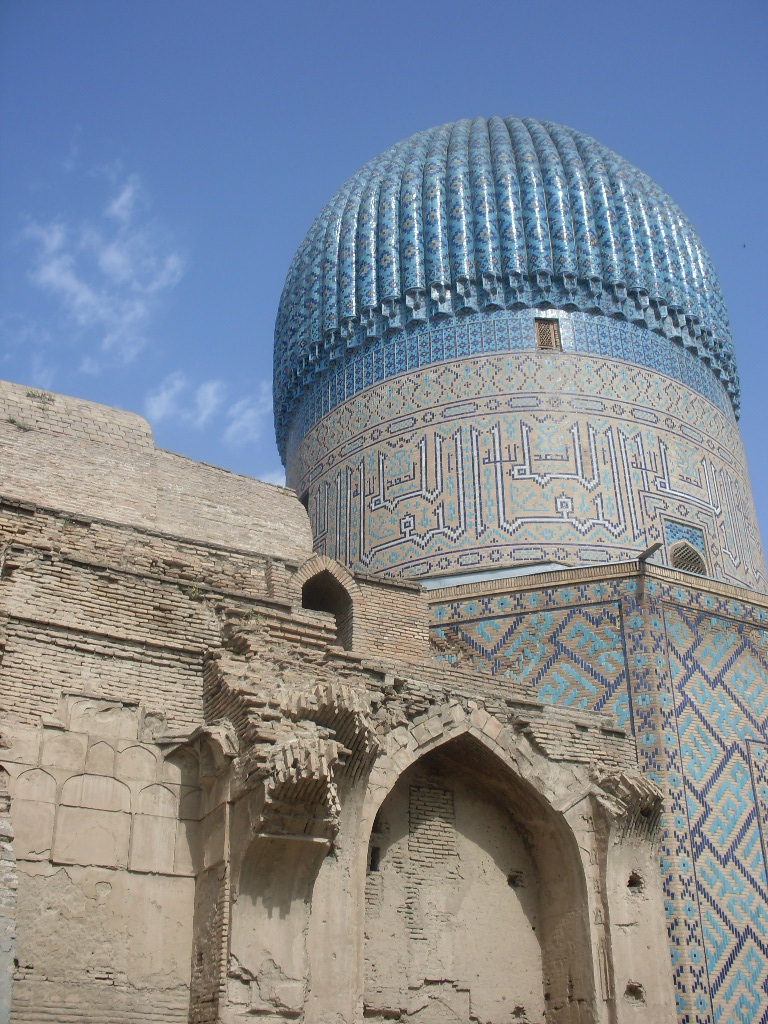
ティムールの墓、1910年頃

1740年、ナーディル・シャーは自身が中央アジアの支配者として心酔していたティムールの石棺を持ち出そうとした。彼はティムールの武勇伝を模倣しようとし、それは特に治世の残酷さとなって現れ、結果、彼は暗殺され、帝国は分裂した。石棺の持ち出しを悪い兆しであると考えた彼の補佐官は石棺を正しい場所に置いたままにしておくよう忠告した。
1941年6月19日、ティムールの石棺は2回目の盗掘に被害に遭うこととなった。ソビエト連邦の考古学者が地下室を発見、ミハイル・ゲラシモフはティムールの頭蓋骨からティムールの顔の特徴を再現することができた。これにより、ティムールの身長は当時としては長身の部類に入る約172cmであり、はっきりと足を引き摺って歩いていたことが確認された。さらに、ウルグ・ベクの暗殺に関する歴史情報、他の墓の真偽も確認された。ティムールとウルグ・ベクの頭蓋骨はスターリングラードの戦いが始まった1942年11月に完全なイスラム教の形式に則って再埋葬された。

## 廟の周辺
グーリ・アミール廟、ルハバード廟 (Ruhabad Mausoleum)とアクサライ廟は互いに非常に近い位置関係にあることから3つ全てで1つの建築物と考えるものもいる。
ルハバード廟 (14世紀)は小規模な廟であり、イスラム教の預言者ムハンマドの頭髪が納められているとされている。この廟の中にある1階建てのマドラサには現在は工房がある。マドラサに隣接する形で機能的なモスクがある。全ての3つの建物が並ぶことで美観を提供している。
アクサライ廟 (15世紀)は修復が行われていないが、グーリ・アミール廟の裏の静かな通りにある。

## ギャラリー

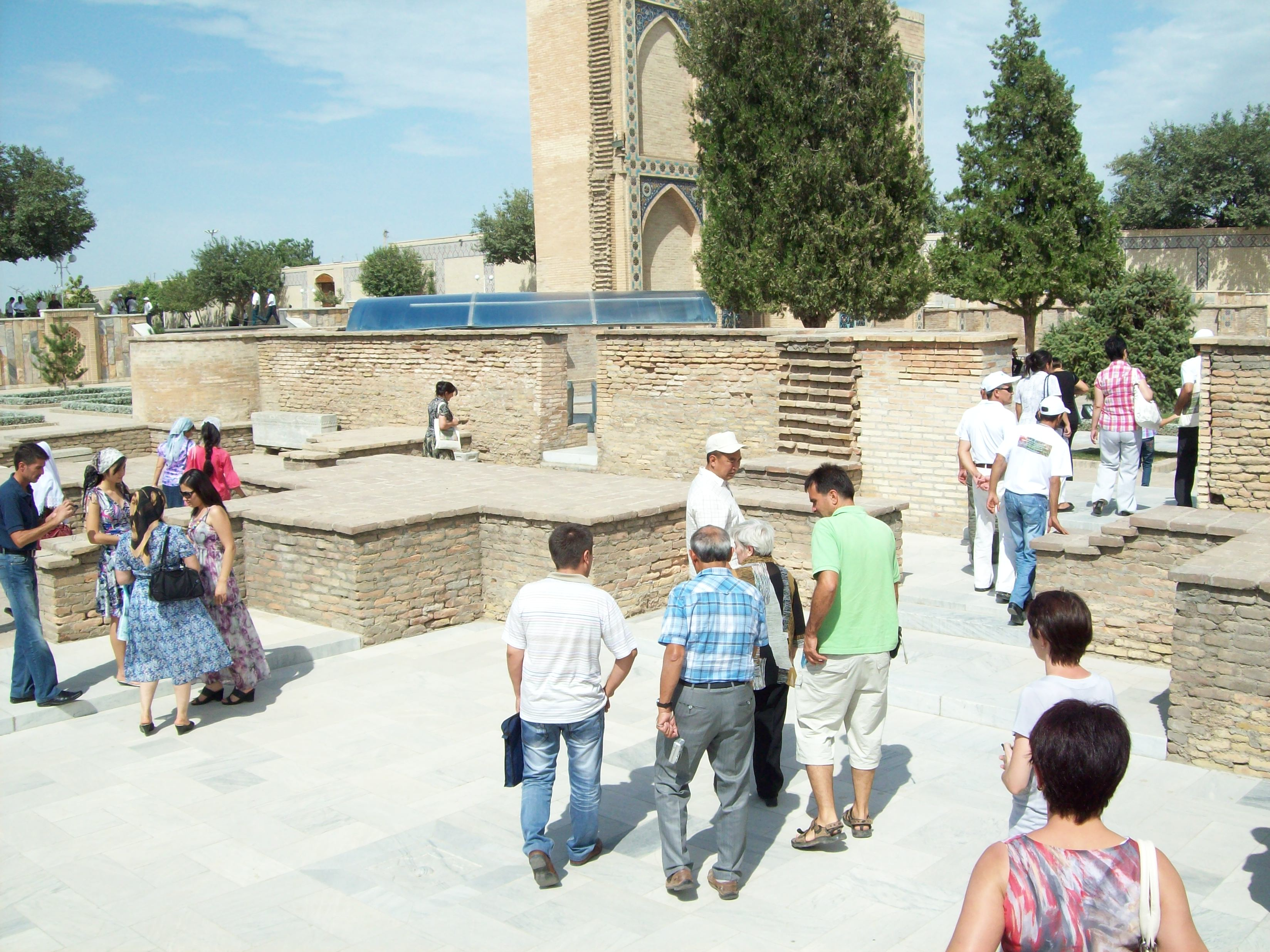
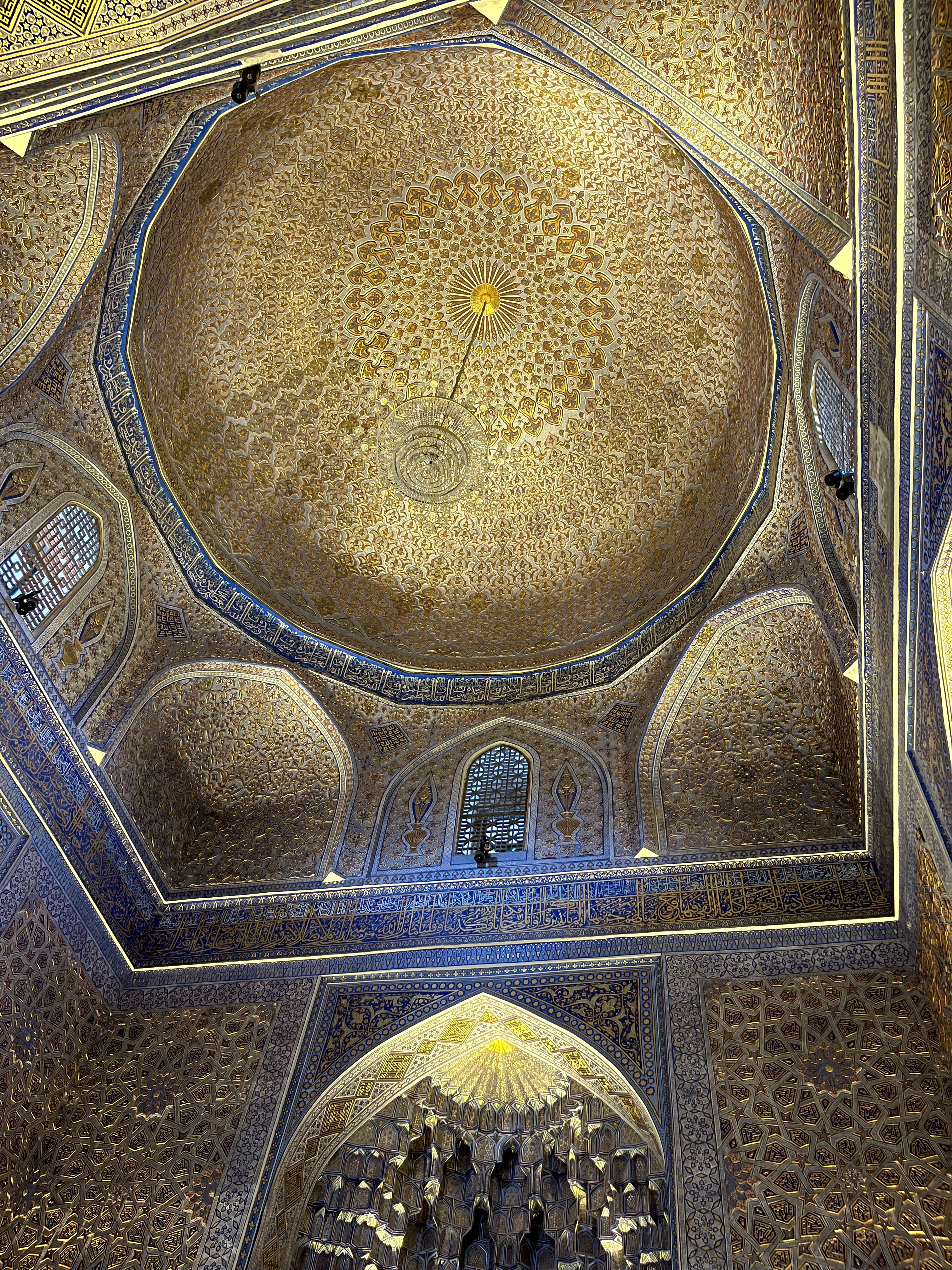
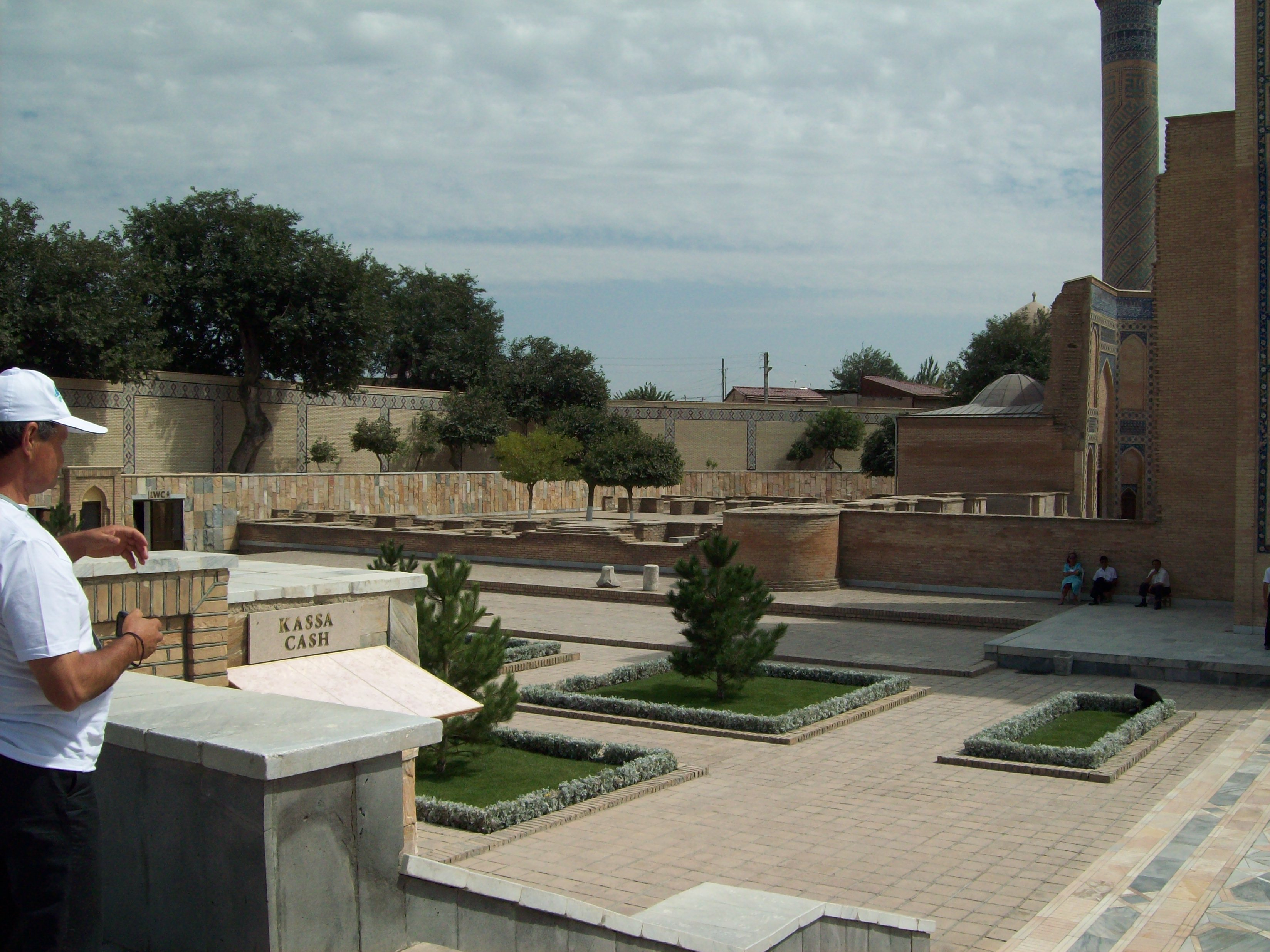
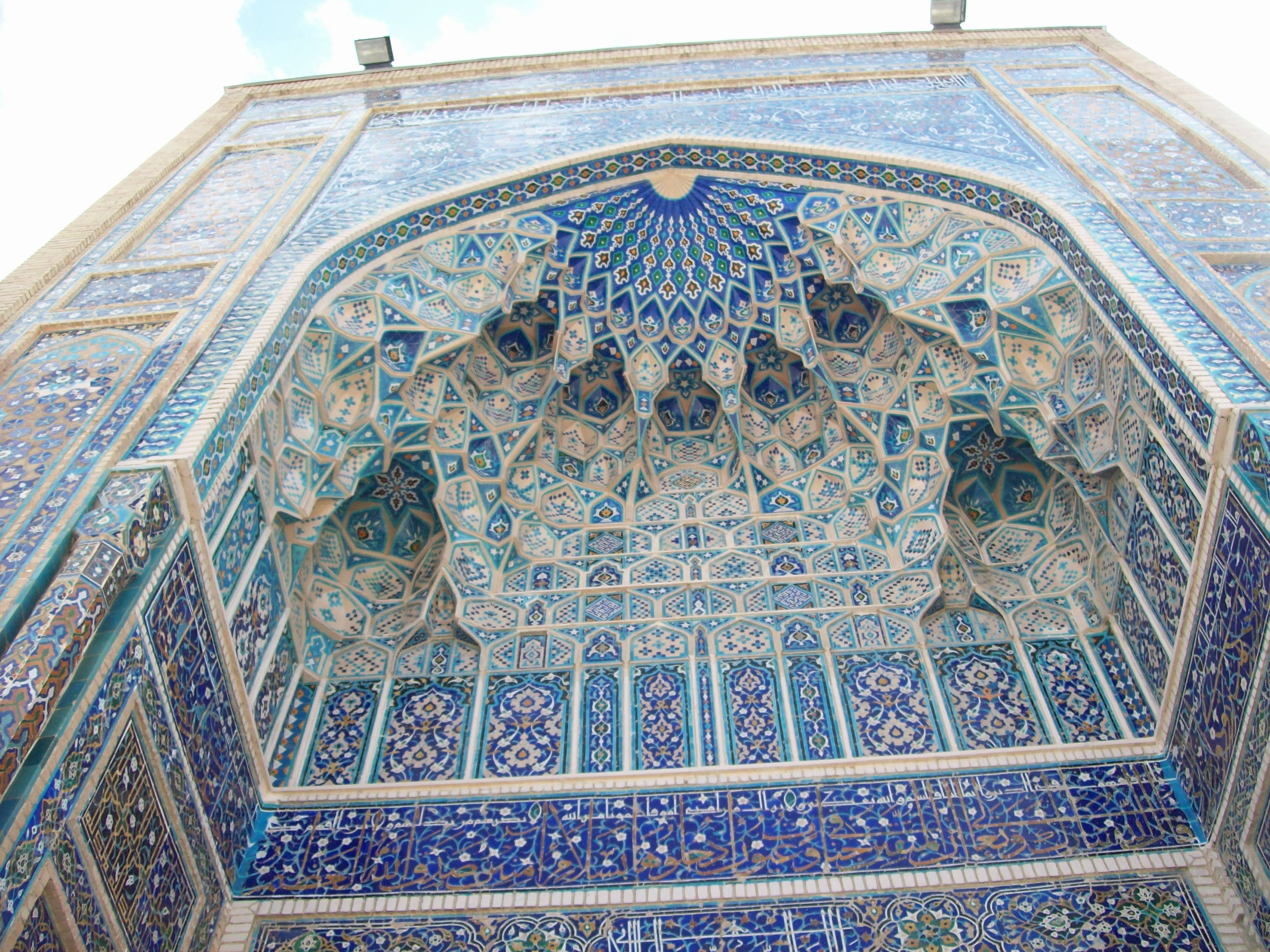

## 参考資料
- グーリ・アミール廟、Rukhobod廟、Aksaray廟の情報、写真、位置